# Papilio hospiton
Papilio hospiton är en fjärilsart som beskrevs av Géné 1839. Papilio hospiton ingår i släktet Papilio och familjen riddarfjärilar. IUCN kategoriserar arten globalt som livskraftig. Inga underarter finns listade i Catalogue of Life.

## Bildgalleri

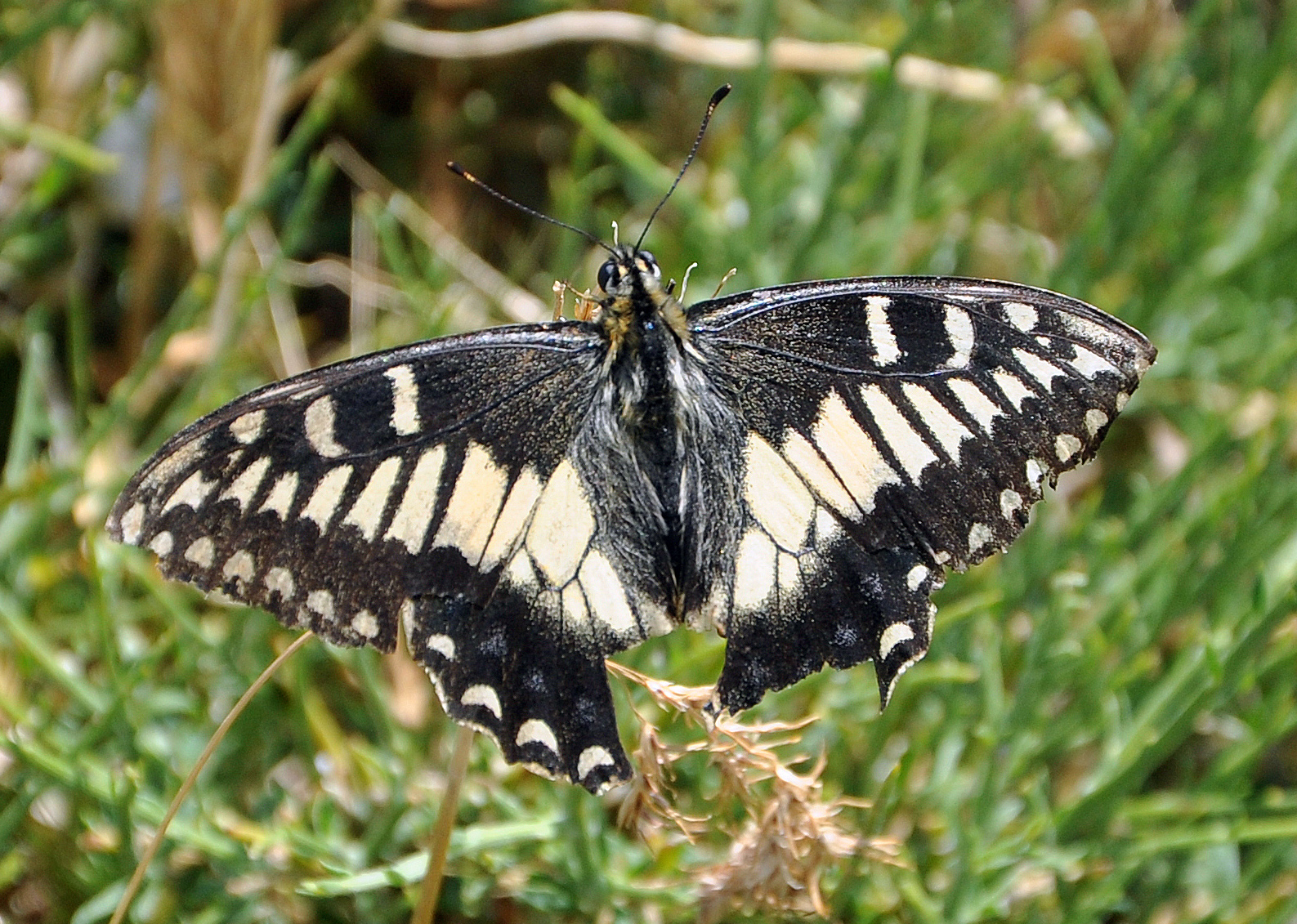
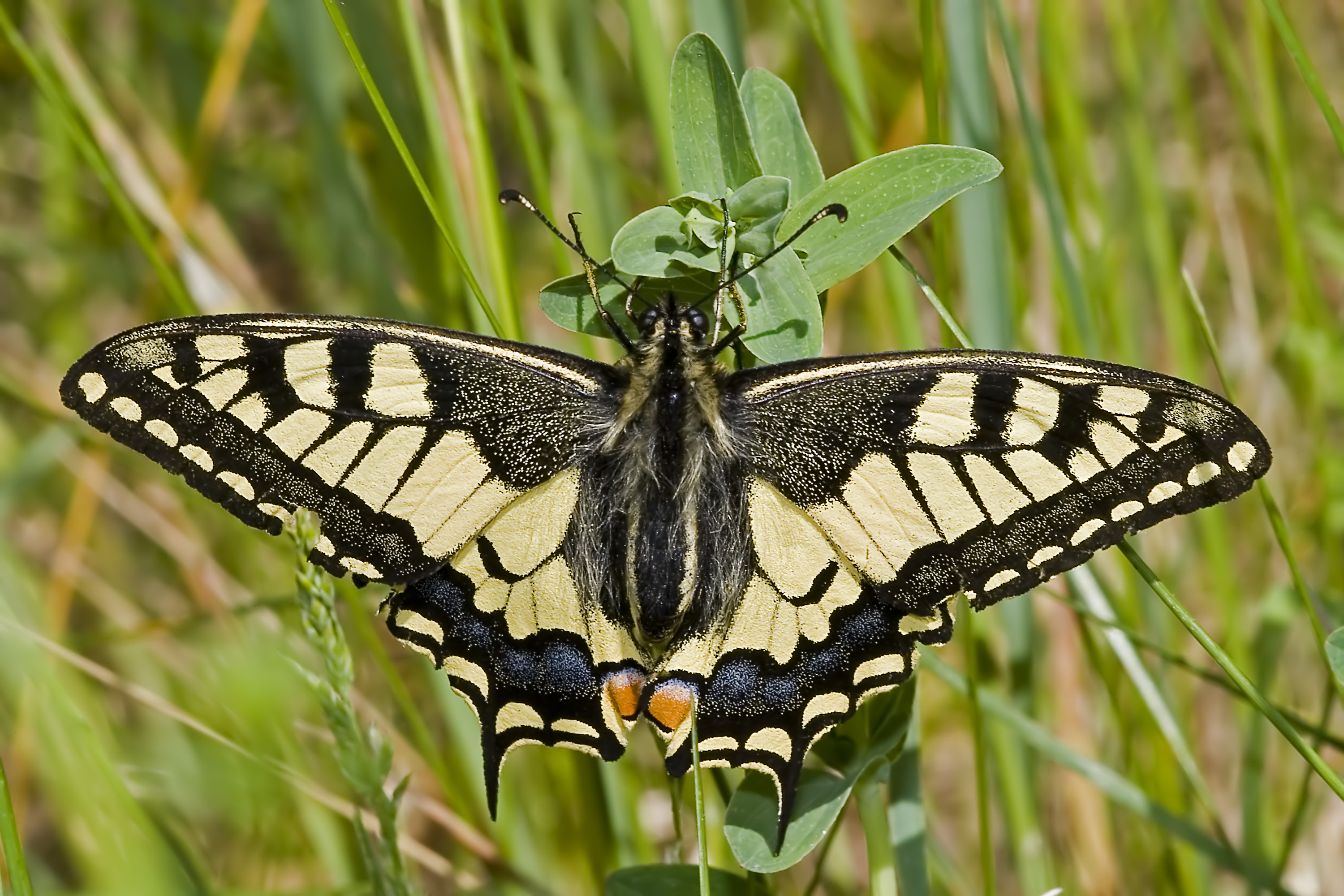
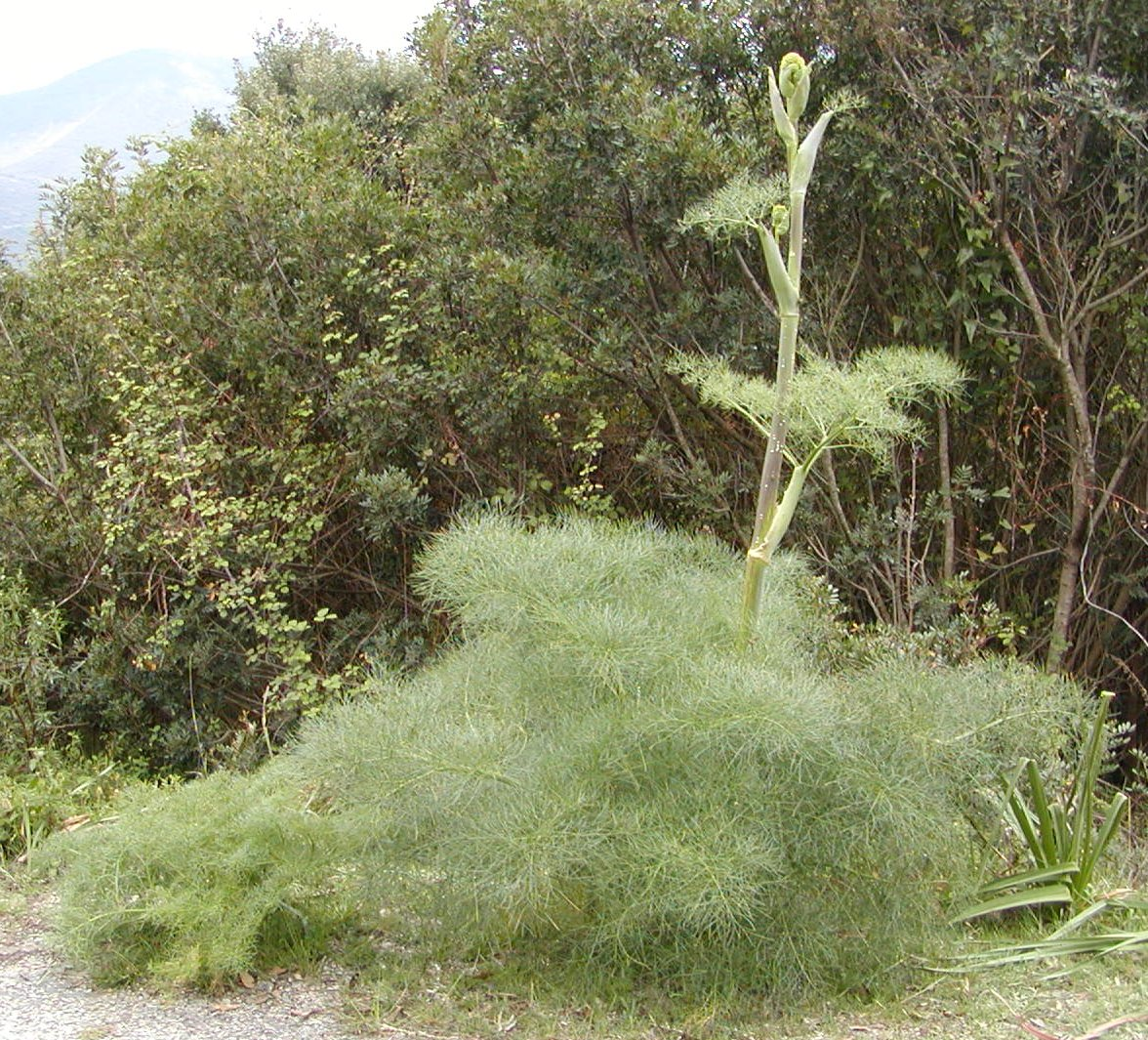